# Namer
Namer (hebr. נמ''ר, akronim od נגמ”ש מרכבה, nagmasz merkawa, dosł. transporter merkawa, namer to także lampart) – izraelski ciężki transporter opancerzony oparty na konstrukcji czołgu Merkawa Mk 4. Za rozwój i produkcję odpowiada struktura przy Ministerstwie Obrony zajmująca się czołgami Merkawa i wozami bojowymi – Mantak.
Podczas I wojny w Libanie Izraelczycy używali transporterów piechoty powstałych w wyniku modyfikacji Merkaw Mk 1, ale ze względu na zbyt duże koszty modyfikacji w tamtym czasie, prace nad pojazdem wstrzymano. W 2005 roku powstał prototyp na bazie czołgu Merkawa Mk 1. Na bazie doświadczeń izraelskiej armii wyniesionych z konfliktów asymetrycznych w Strefie Gazy i z II wojny w Libanie stwierdzono, że przyszłe transportery muszą charakteryzować się wysoką przeżywalnością załogi i żołnierzy desantu na polu bitwy. Dlatego zdecydowano się oprzeć konstrukcję Namerów na czołgu Merkawa Mk 4.
Od 2008 roku transporter w różnych wersjach znajduje się w czynnej służbie w Siłach Obronnych Izraela.

## Historia
Do czasu I wojny w Libanie podstawowym transporterem piechoty w izraelskiej armii był M113. Konflikt w Libanie unaocznił podatność tych transporterów na ogień granatników przeciwpancernych oraz wielkokalibrowych karabinów maszynowych. Wobec tego M113 poddano licznym modyfikacjom, jednak okazały się one niewystarczające. W pierwszej połowie lat 80. XX wieku Siły Obronne Izraela przebudowały część Merkaw Mk 1 na transportery, które otrzymały nazwę Namer, ale projekt porzucono ze względu na zbyt wysokie koszty oraz zbyt powolny proces produkcji transporterów. Zdecydowano się na wykorzystanie posiadanych czołgów produkcji radzieckiej lub brytyjskiej . Wojsko zaczęło przerabiać czołgi T-54 i T-55 (Tiran 4, Tiran 5) na transportery Achzarit, a czołgi Szot na transportery Nagmachon, Nakpadon i Nakpadon .
W 2004 roku w Strefie Gazy doszło do ataku na transporter M113, w którego wyniku zginęło 11 żołnierzy . Początkowo rozważano zakup amerykańskich Strykerów, ale dowództwo zdecydowało, że należy rozpocząć prace nad własnym nowym transporterem, mogącym zapewnić żołnierzom desantu oraz załodze lepszą ochronę w terenie zabudowanym i poza nim. Jeszcze w 2004 roku struktura zajmująca się rozwojem czołgów Merkawa i wozów bojowych Mantak rozpoczęła prace nad programem ciężkiego transportera opancerzonego o nazwie Namera (hebr. נמרה, lamparcica). Bazował on na wycofanych ze służby czołgach Merkawa Mk 1 . W 2005 roku zaprezentowano pierwszy prototyp. Rok później wybuchła II wojna w Libanie, która unaoczniła fakt, iż piechota, ze względu na potencjalne zbyt duże straty, nie może cały czas ochraniać czołgów na polu bitwy. Podjęto zatem decyzję, że nowy transporter musi posiadać lepsze opancerzenie i zapewniać wysoką przeżywalność znajdujących się w środku żołnierzy. Zatem konstrukcję nowego pojazdu oparto na czołgu Merkawa Mk 4.
W lutym 2005 roku Brygada Giwati, jako pierwsza jednostka w Siłach Obronnych Izraela, rozpoczęła testy Namera bazującego na podwoziu czołgu Merkawa Mk 4. W 2008 roku Namer został oficjalnie wprowadzony na stan uzbrojenia Sił Obronnych Izraela. Brygada Golani była pierwszą formacją, która rozpoczęła korzystanie z tego pojazdu .
W październiku 2010 roku Ministerstwo Obrony Izraela podpisało umowę z General Dynamics Land Systems dotyczącą zamówień na podwozia oraz części do 386 Namerów. Krok ten wynikał z chęci zwiększenia produkcji transporterów przy wykorzystaniu finansowej pomocy wojskowej od Stanów Zjednoczonych. Za wykonanie kontraktu miała odpowiadać fabryka General Dynamics w Limie (Ohio). Kontrakt wywołał liczne kontrowersje w Izraelu, ponieważ zagroził miejscom pracy w małych i średnich przedsiębiorstwach w kraju. Dodatkowo izraelskie firmy, które brały udział w realizacji zamówień dla armii, dokonały specjalnych inwestycji, aby sprostać produkcji Namerów na rzecz armii. W 2014 roku, ze względu na cięcia budżetowe w Izraelu, postanowiono zredukować zamówienie .
W maju 2015 roku izraelskie Ministerstwo Obrony ogłosiło podpisanie kontraktu z General Dynamics na produkcję dodatkowych transporterów. Całkowity zakres kontraktu wyniósł 310 milionów dolarów, a dodatkowo podpisano kontrakt o wartości 250 milionów dolarów na produkcję silników. Pierwsza umowa stanowiła, że w Stanach Zjednoczonych produkowane będą podwozia, a systemy, podzespoły i części będą produkowane w Izraelu. Wówczas produkcja związana z Namerami odbywała się w około 200 fabrykach w Izraelu, co stanowiło 92% produkcji wszystkich części i komponentów. Zwiększenie produkcji w kraju i za granicą wynikało z faktu, iż w tym samym roku siedmiu żołnierzy Brygady Golani zginęło w ataku na transporter M113 w Strefie Gazy .

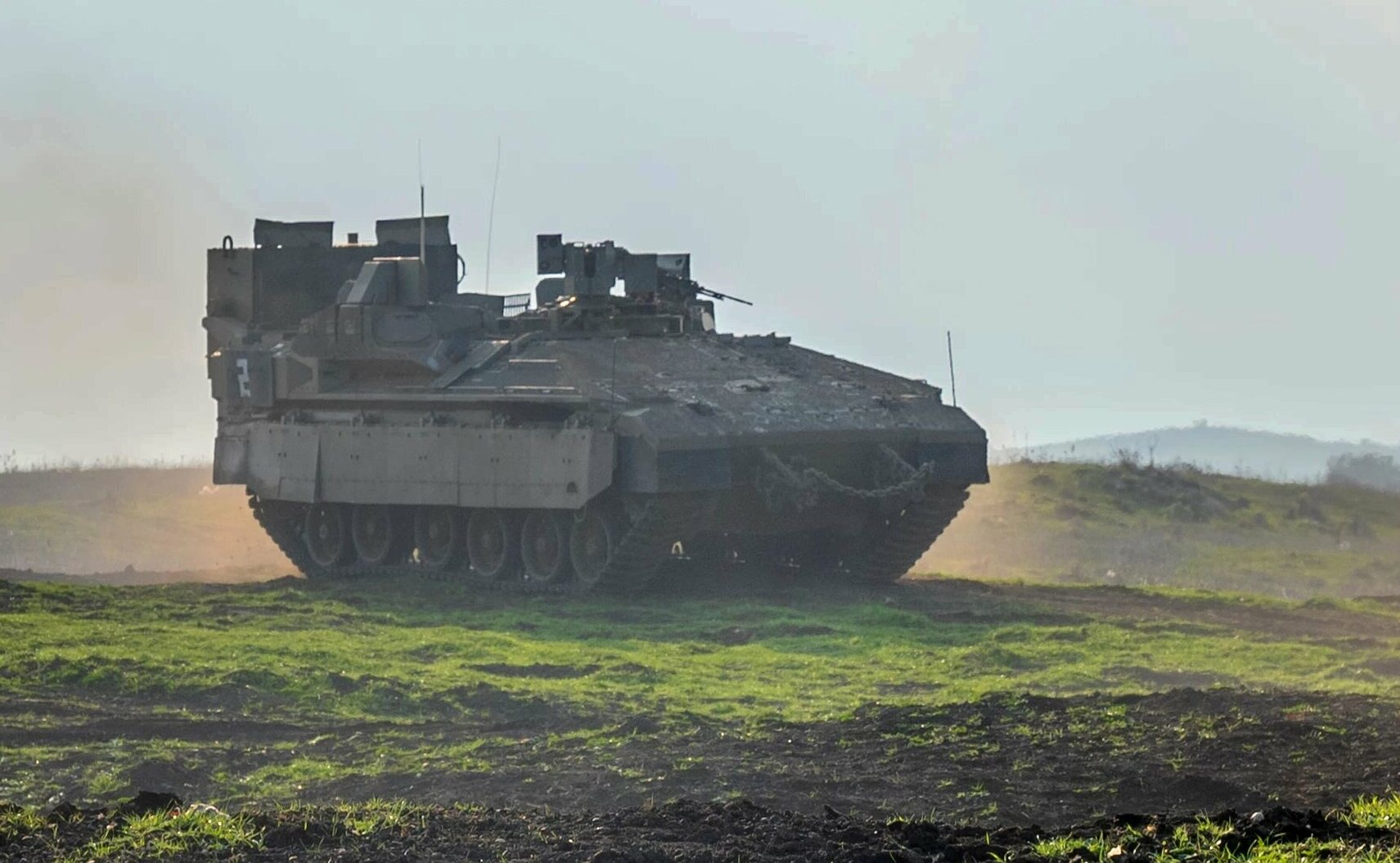
Namer w wersji inżynieryjnej z systemem rozminowywania rakietowego Carpet

W 2016 roku na Wzgórzach Golan odbyły się manewry 188 Brygady Pancernej, w których pierwszy raz wzięły udział transportery Namer dostosowane do wymogów Korpusu Inżynieryjnego – Namer Handasi (hebr. נמ''ר הנדסי, dosł. Namer inżynieryjny). Mantak opracował trzy konfiguracje tej wersji pojazdu: pojazd z lemieszem spychacza, pojazd umożliwiający przełamywanie przeszkód oraz pojazd mogący budować przeprawę mostową . W stosunku do wersji podstawowej wersja inżynieryjna posiada więcej uchwytów do sprzętu wykorzystywanego przez saperów oraz powiększony przedział desantu dla 10 żołnierzy . W tym samym roku Mantak podjął decyzję o tym, iż wszystkie nowe Namery będą wyposażane w system obrony aktywnej Trophy (hebr. מעיל רוח, Me’il Ru’ach) .
W 2017 roku Ministerstwo Obrony i Mantak poinformowały o zakończeniu prac nad prototypem Namera będącego bojowym wozem piechoty z bezosobową wieżą i automatyczną armatą kalibru 30 mm. Zapewniono, że zamontowanie wieży nie spowoduje redukcji miejsc w przedziale desantu.
W 2019 roku drugą brygadą, która rozpoczęła użytkowanie Namera była Brygada Giwati . W tym samym roku upubliczniono informacje o powstaniu Namera w wersji wozu zabezpieczenia technicznego z dźwigiem umożliwiającym podniesienie, holowanie lub wyciąganie pojazdów do 128 ton  .
W 2023 roku Brygada Golani otrzymała nowe wersje Namera oznaczone jako Siman 2, Namer MTU bądź też Namer 1500. Nowy pojazd ma silnik MTU GD883 o większej mocy (1500 KM), lepsze możliwości obserwacji terenu, nawigowania oraz komunikowania się z żołnierzami na polu bitwy  . Podczas operacji lądowej Sił Obronnych Izraela w Strefie Gazy w 2023 roku wojsko poinformowało o używaniu Namera w wersji dostosowanej do ewakuacji medycznej z pola walki – Namerbulans .

## Opis konstrukcji

### Kadłub i ochrona

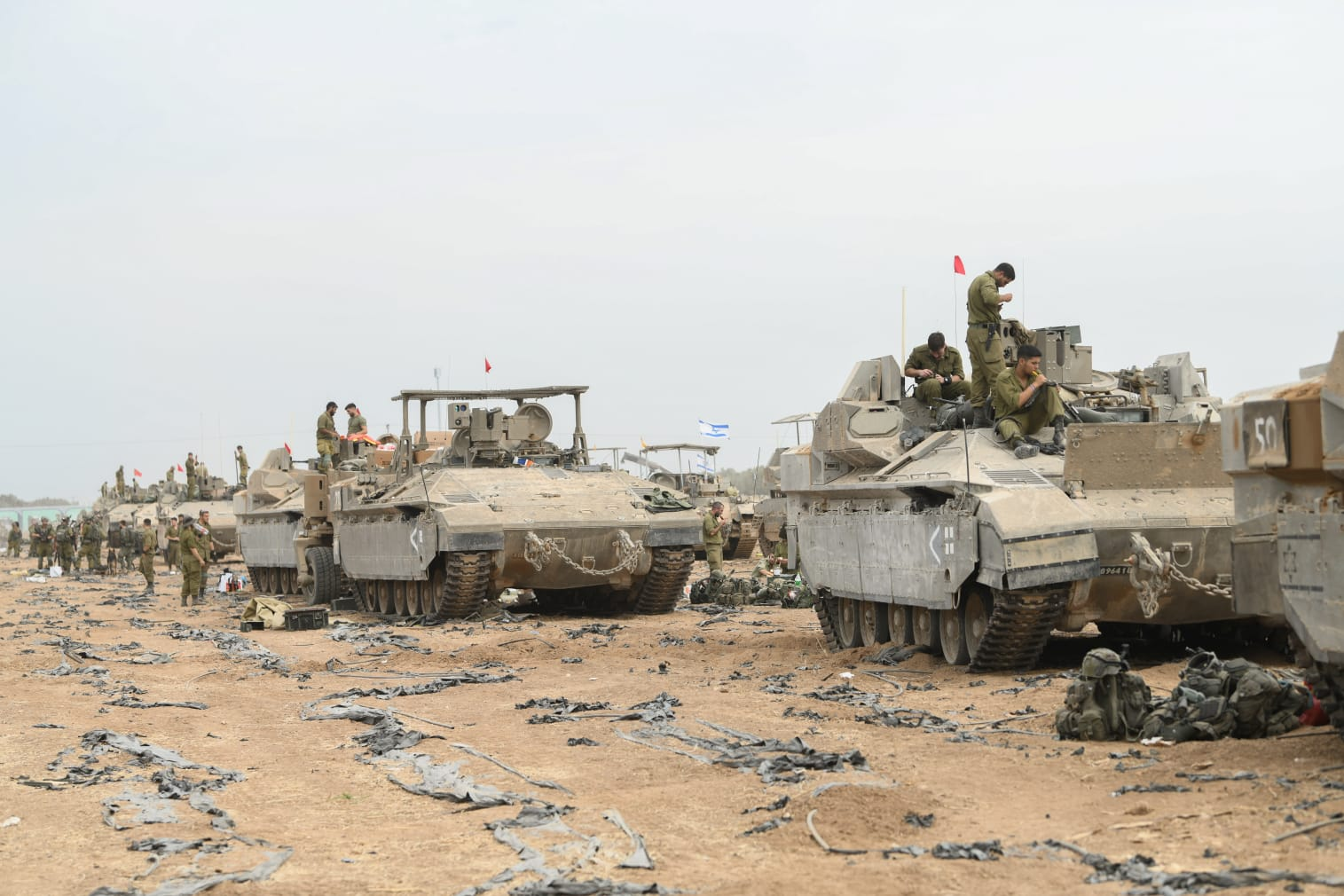
Namer z improwizowaną osłoną włazów w Strefie Gazy (2023)

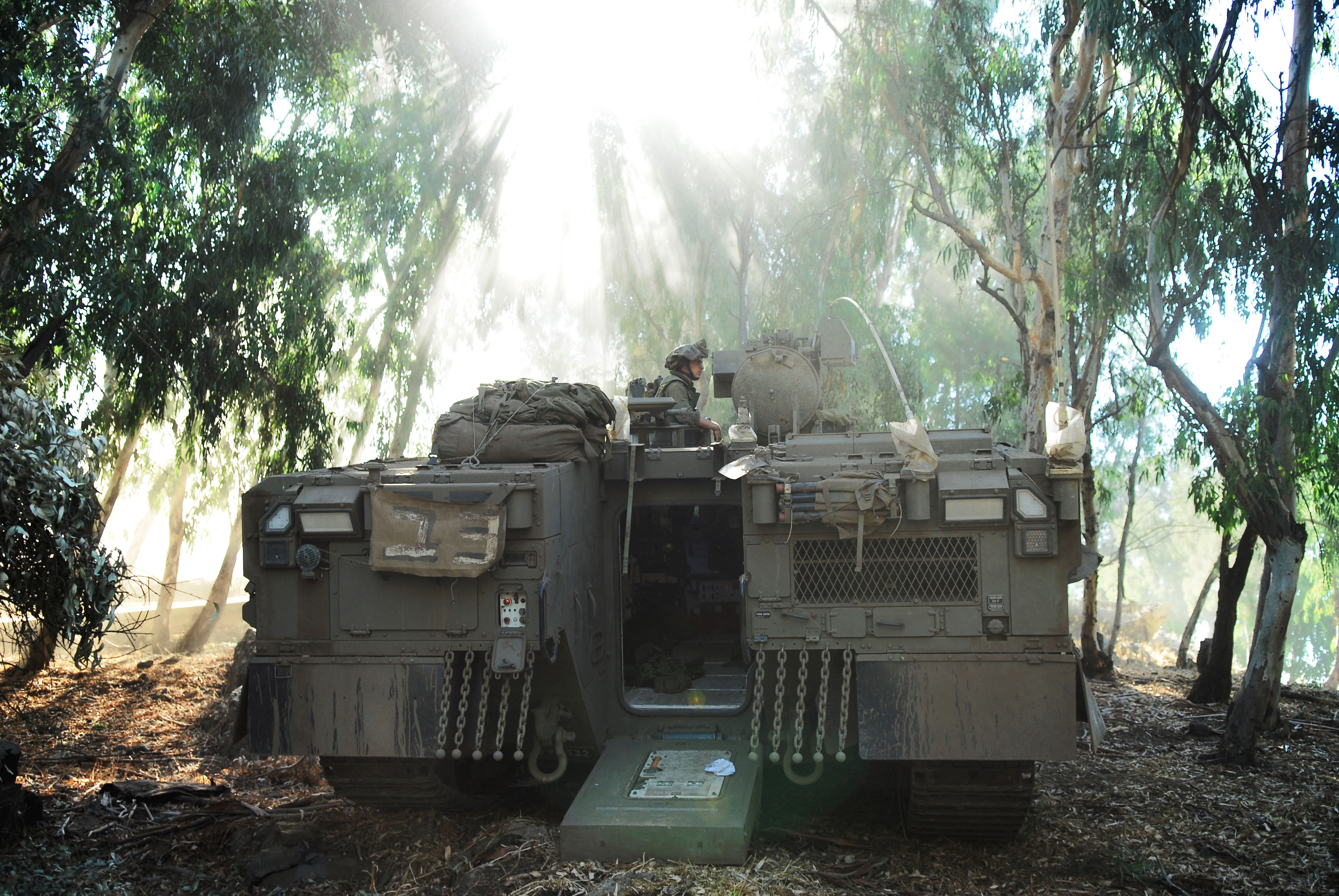
Tył Namera z otwartym włazem przedziału desantu

Załogę pojazdu stanowią trzy osoby. Ich miejsca znajdują się za przedziałem silnika, który umieszczony jest na przedzie pojazdu. Pierwsze stanowisko za silnikiem, w dodatkowo chronionym przedziale, posiada kierowca. Wchodzi on na swoje stanowisko przez przedział desantu. Za kierowcą znajdują się miejsca dla dowódcy i operatora uzbrojenia. Posiadają oni indywidualne włazy z wizjerami. Za kierowcą i operatorem umieszczono przedział dla desantu, w którym znajduje się osiem miejsc, w dwóch rzędach po cztery. Do tej części pojazdu można wejść poprzez specjalny właz na jego tyle, który działa na zasadzie rampy.
Opancerzenie Namera jest podobne do Merkawy Mk 4 i składa się między innymi z nowoczesnego pancerza reaktywnego typu SLERA (ang. Self-Limiting Explosive Reactive Armour) z przodu, a także boków kadłuba. Dzięki temu grubość pancerza nad silnikiem wynosi 700 mm. SLERA zapewnia skuteczną osłonę przeciw podstawowemu zagrożeniu, jakim jest większość używanych kierowanych pocisków przeciwpancernych z głowicami kumulacyjnymi i granatników przeciwpancernych, lecz są skuteczne także przeciw pociskom podkalibrowym. Gąsienice są chronione przez fartuchy balistyczne. Nad gąsienicami zamontowano osłony w kształcie klina. Działają one prawdopodobnie na zasadzie pancerza reaktywnego, ale nie jest to potwierdzone. Dzięki tym osłonom grubość boków transportera wynosi 600 mm.
Długość pojazdu wynosi 7,5 metra, szerokość 3,8 metra, a wysokość dwa metry.

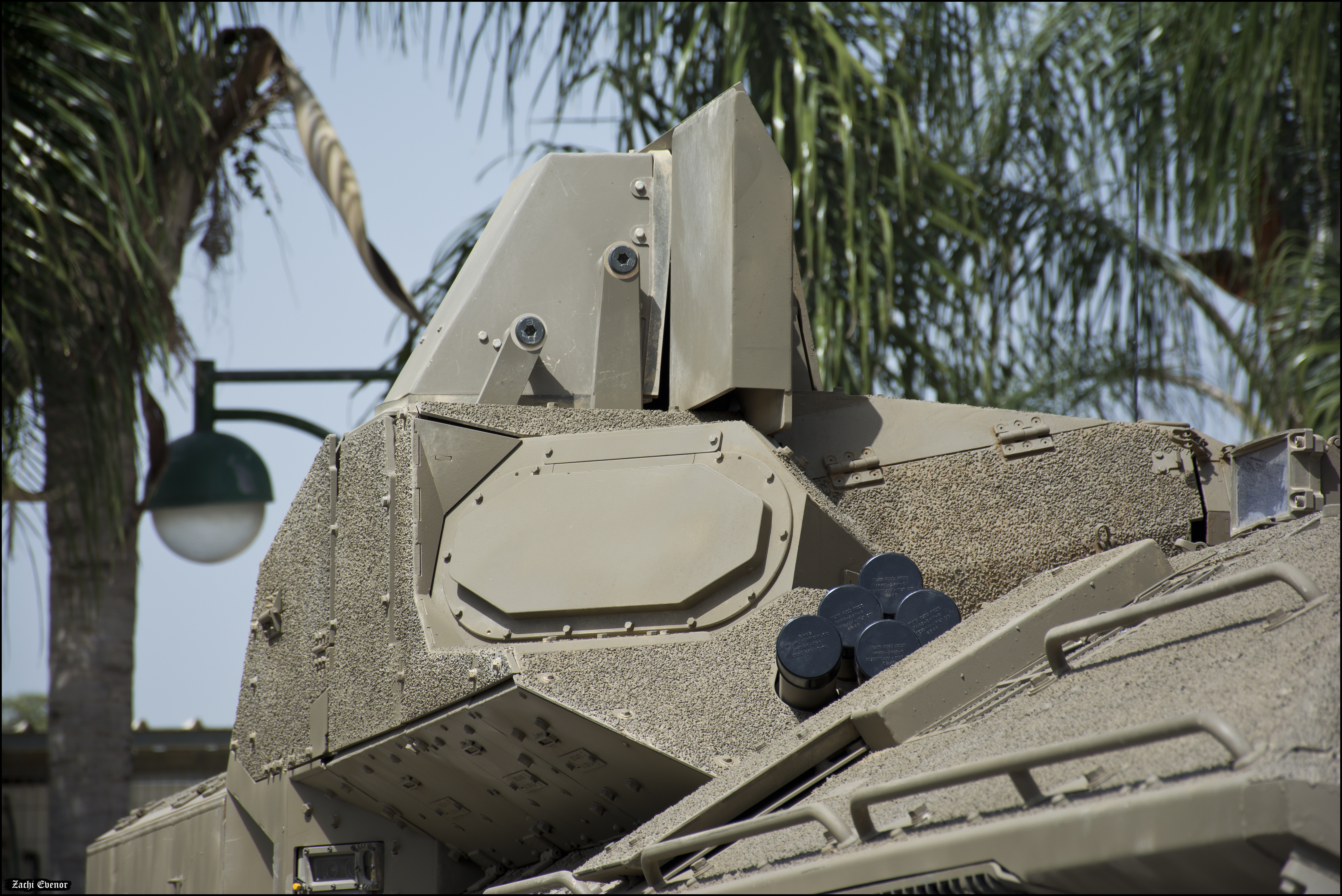
Moduł Trophy zamontowany na transporterze

Namer wyposażony jest także w system ochrony aktywnej firmy Elbit – E-LAWS (ang. Elbit Systems’ Laser Warning System). Wykrywa on pracę dalmierzy, opromieniowanie wiązką lasera lub podczerwieni, naprowadzanie pocisków przy pomocy lasera, a także wykrywa kierunek, z którego pojawiło się zagrożenie. Czujniki systemu są tak umieszczone na pojeździe, aby wykrywać zagrożenie w promieniu 360°.
W 2016 roku Mantak podjął decyzję o obowiązkowym wyposażeniu każdego nowego Namera w system Trophy . Elementy systemu montowane są po bokach pojazdu. Każdy z nich ma dwa radary oraz wyrzutnię efektorów przeciwko nadciągającym pociskom. Są one zintegrowane z radarem IAI Elta ELM-2133, który wykrywa, śledzi i hierarchizuje zagrożenia dla pojazdu. Według zapewnień anteny systemu mogą działać nawet po uszkodzeniu modułów Trophy. Trophy wykrywa cel na dystansie 50 metrów od Namera. Jeżeli system wyliczy, że pocisk zagraża pojazdowi, inicjuje odpalenie efektora, kiedy pocisk jest w odległości od 25 do 5 metrów od pojazdu.

### Uzbrojenie i wyposażenie

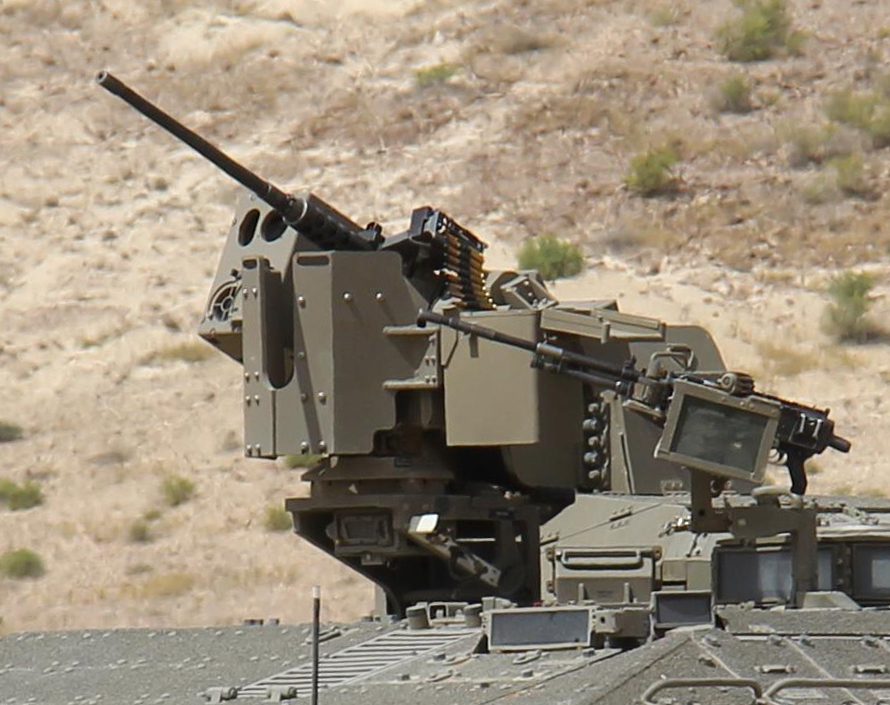
Moduł RCWS

Uzbrojenie początkowo stanowił zdalnie sterowany moduł uzbrojenia Samson RCWS z karabinem maszynowym kalibru 12,7 mm lub granatnikiem automatycznym 40 mm, ponadto karabin maszynowy FN MAG kalibru 7,62 mm na obrotnicy przy włazie dowódcy i moździerz kalibru 60 mm obsługiwany od wewnątrz.

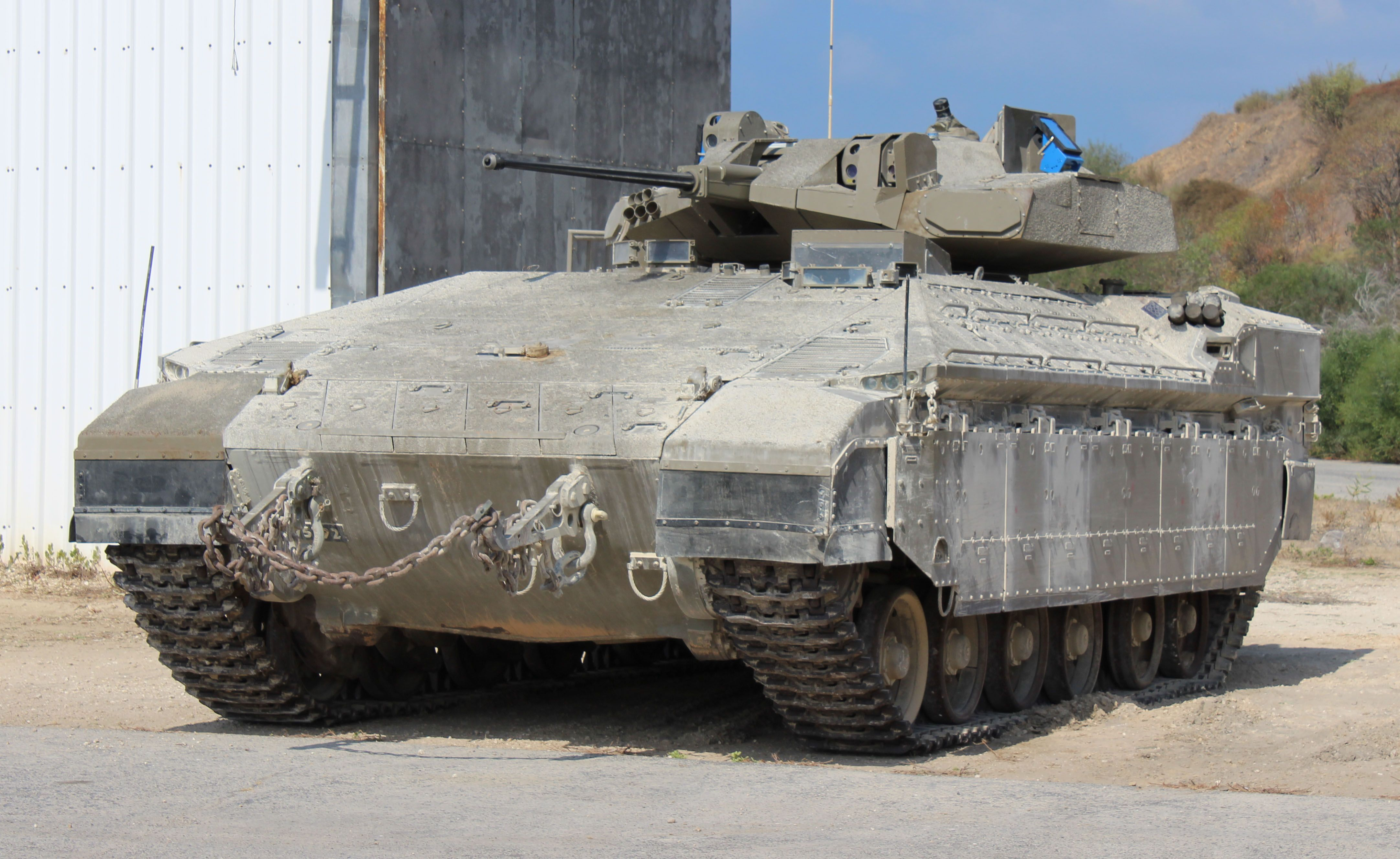
Namer z bezzałogową wieżą

W 2017 roku opracowano wersję bojowego wozu piechoty, z bezzałogową wieżą uzbrojoną w armatę automatyczną 30 mm Mk 44 sprzężoną z karabinem maszynowym kalibru 7,62 mm i chowaną podwójną wyrzutnią pocisków przeciwpancernych Spike. Wieża mieści 400 nabojów armatnich i wkomponowane moduły systemu ochrony aktywnej Trophy. Pod koniec 2018 roku pomyślnie zakończono testy bezzałogowej wieży z wyrzutnią przeciwpancernych pocisków sterowanych.

### Napęd i osiągi
Podstawowy napęd pojazdu o masie 60 ton stanowi silnik wysokoprężny Teledyne Continental AVDS-1790-9AR V12 o mocy 1200 KM z czołgu Merkawa Mk 3. Dzięki temu maksymalna prędkość transportera to 60 km/h.
W 2023 roku do służby wprowadzono nową wersję pojazdu, której jednostką napędową jest silnik MTU GD883 o większej mocy 1500 KM  .
Pojazd może pokonywać przeszkody pionowe o wysokości jednego metra, rowy o szerokości trzech metrów i brody głębokości 1,4 metra. Zasięg pojazdu to 500 kilometrów.

## Wersje Namera
Transporter Namer występuje w następujących wersjach:
- Namer he-Chiluc – wersja Namera jako pojazdu zabezpieczenia technicznego z dźwigiem umożliwiającym podniesienie, holowanie lub wyciąganie pojazdów[23] [24] .

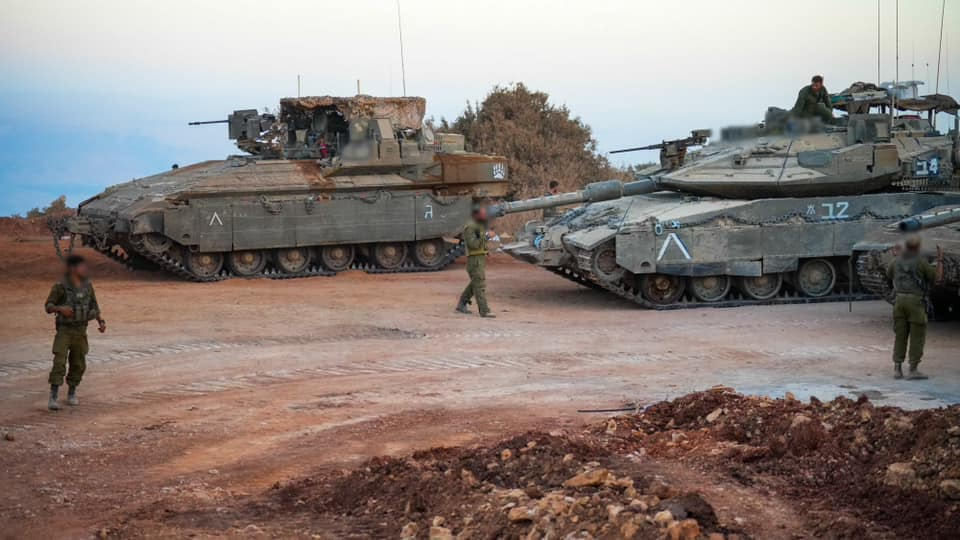
Namer Handasi i Merkawa Mk 4 (po prawej) w Libanie (2024).

- Namer Handasi i Merkawa Mk 4 (po prawej) w Libanie (2024).Namer Handasi – pojazd w inżynieryjnej wersji z mocowaniami na lemiesz, przyrządami do przełamywania przeszkód oraz z możliwością budowy przepraw mostowych[17][18] . W tej wersji powiększono przedział desantu do 10 żołnierzy[19] .
- Namer Siman 2 (Namer MTU, Namer 1500) – wersja transportera z nowym silnikiem MTU GD883 o mocy 1500 KM. Pojazd wyposażono także w nowe systemy obserwacji, komunikacji i dowodzenia oparte na dotykowych ekranach o rozdzielczości 4K[13] [25] [26].
- Namerbulans (hebr. נמרבולנס) – transporter Namer do ewakuacji medycznej z pola walki, dostosowany do transportu i ewakuacji rannych, intensywnej terapii oraz przewozu medykamentów i zapasów krwi[27] .